# Незабутні моменти
«Незабутні моменти» (швед. Maria Larssons eviga ögonblick) — фільм-драма 2008 року.

## Зміст
Початок двадцятого століття у Швеції. Марія виходить заміж за Зіґфріда. Та незабаром з'ясовується, що її шлюб не буде таким щасливим, як вона думала. Її чоловік жорстокий і деспотичний, а коли у нього поганий настрій, то сильно дістається всім домашнім. Порятунком Марії стала перемога в лотереї. У результаті вона дістала незвичайну річ, фотоапарат, і з головою захопилася своїм новим хобі. Знімки виходили цікавими та якісними, тому городяни часто просили її зробити картку на пам'ять. Саме тепер жінка відчула себе по-справжньому потрібною. Та от із війни повертається її домашній тиран…

## У ролях
- Мікаель Персбрандт – Зіґфрід (Зіґ) Ларсон
- Марія Хейсканен[sv] — Марія Ларсон
- Єспер Крістенсен[sv] – Себастьян «Піф Паф Пуф» Педерсен
- Каллін Ервал Делмар — Майя у віці 14—22 років
- Неллі Алмґрен — Майя у віці 9—12 років
- Лідія Молін — Майя у віці 7—9 років
- Еміль Єнсен[sv] — Енґлун
- Гіта Ньорбю — фрекен Феґердаль
- Аманда Оомс[sv] — Матильда
- Анн Петрен — Іда
- Марія Лундквіст — фрекен Петрен

## Нагороди та номінації
| Премія         | Дата вручення | Категорія                       | Номінант            | Результат |
| -------------- | ------------- | ------------------------------- | ------------------- | --------- |
| Золотий глобус | 11 січня 2009 | Найкращий фільм іноземною мовою | «Незабутні моменти» | Номінація |
| Золотий жук    | 12 січня 2009 | Найкращий фільм                 | «Незабутні моменти» | Перемога  |
| Золотий жук    | 12 січня 2009 | Найкраща актриса                | Марія Хейсканен     | Перемога  |
| Золотий жук    | 12 січня 2009 | Найкращий актор                 | Мікаель Персбрандт  | Перемога  |
| Золотий жук    | 12 січня 2009 | Найкращий актор другого плану   | Єспер Крістенсен    | Перемога  |